# Дуб Штефана чел Маре

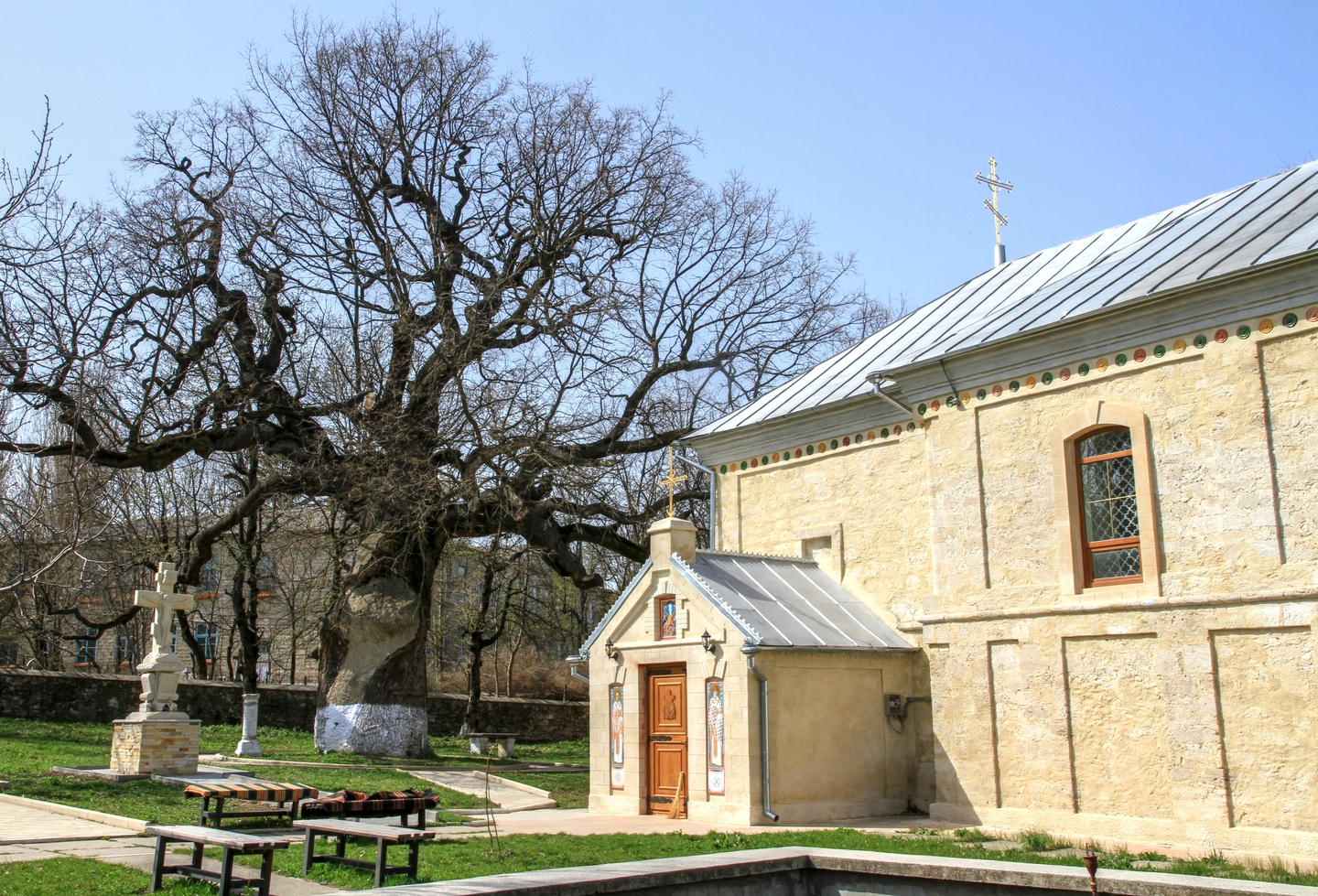
Дуб

Дуб Ште́фана чел Ма́ре (Дуб Сте́фана Вели́кого) — дуб в селі Кобиля (рум. Cobîlea, стара назва — Кобильня) в Шолданештському районі, найстаріше дерево в Молдові, національна гордість країни. Дереву приблизно 700 років.
Дуб Штефана чел Маре пережив епоху глибокого Середньовіччя, вважається, що під деревом відпочивав сам молдавський господар Штефан чел Маре.
Дерево реставрували, вичищати гнилу деревину з нутра і заробляли цементними пломбами. Як і раніше воно зелене, на ньому немає жодної сухої гілки.
Дуб перебуває під охороною держави як пам'ятка природи.

## Дуб в нумізматиці

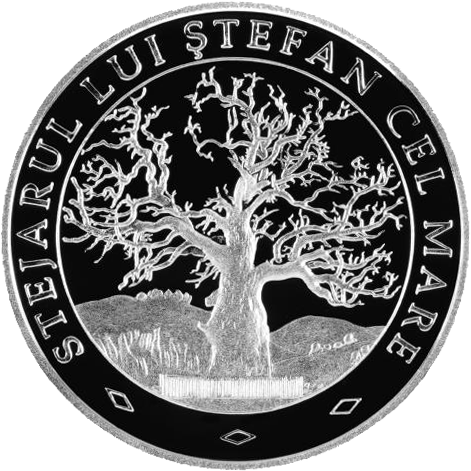
Пам'ятна монета. Реверс

21 листопада 2008 року Національний банк Молдови випустив в обіг як платіжний засіб та в нумізматичних цілях срібну пам'ятну монету з серії «Пам'ятники Молдови» — Дуб Штефана чел Маре, номіналом 50 леїв.
Аверс: у центрі — герб Республіки Молдова; вгорі вигравійований рік випуску «2008»;
внизу — напис «50 LEI»; по колу монети великими буквами вигравійований напис «REPUBLICA MOLDOVA».
Реверс: у центрі — Дуб Штефана чел Маре; по колу монети великими буквами вигравійований напис «STEJARUL LUI ŞTEFAN CEL MARE».